# Attentato al Trans American Express
Attentato al Trans American Express (Runaway!) è un film per la televisione statunitense del 1973 diretto da David Lowell Rich.